# Peren
Peren es una ciudad situada en el distrito de Peren en el estado de Nagaland (India). Su población es de 5084 habitantes (2011). 

## Demografía
Según el censo de 2011 la población de Peren era de 5084 habitantes, de los cuales 2538 eran hombres y 2546 eran mujeres. Peren tiene una tasa media de alfabetización del 88,25%, superior a la media estatal del 79,55%: la alfabetización masculina es del 93,28%, y la alfabetización femenina del 83,22%.